# Vieta (cráter)

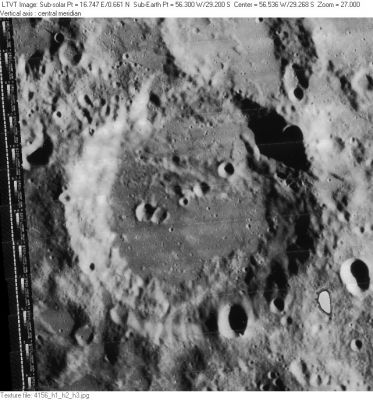
Otra fotografía de la misión Lunar Orbiter 4

Vieta es un cráter de impacto que se encuentra al norte de la llanura amurallada del cráter Schickard, en la parte suroeste de la Luna. Alrededor de a medio diámetro de distancia al sureste se halla el cráter más pequeño Fourier, y al norte-noreste se localiza Cavendish.
El borde exterior de este cráter ha sufrido alguna erosión causada por sucesivos impactos, con pequeños cráteres localizados en los lados noreste, sur y norte-noroeste. Las paredes interiores son irregulares, con bases incisas en algunos lugares. Una cadena de pequeños cráteres atraviesa la mitad norte de la plataforma interior, siguiendo una línea hacia el este-noreste. El suelo es casi llano, pero con algunas zonas irregulares en el sur y en el entorno de la cadena de cráteres.

## Cráteres satélite
Por convención estos elementos son identificados en los mapas lunares poniendo la letra en el lado del punto medio del cráter que está más cercano a Vieta.
|       | \| Vieta \| Coordenadas \| Diámetro \| \| ----- \| ------------------------------ \| -------- \| \| A \| 30°18′S 59°18′O / -30.3, -59.3 \| 34 km \| \| B \| 30°30′S 60°12′O / -30.5, -60.2 \| 40 km \| \| C \| 28°42′S 58°24′O / -28.7, -58.4 \| 12 km \| \| D \| 27°48′S 54°12′O / -27.8, -54.2 \| 8 km \| \| E \| 27°00′S 58°06′O / -27.0, -58.1 \| 11 km \| \| F \| 26°48′S 57°42′O / -26.8, -57.7 \| 6 km \| \| G \| 29°24′S 57°00′O / -29.4, -57.0 \| 6 km \| \| H \| 29°06′S 56°12′O / -29.1, -56.2 \| 5 km \| \| J \| 28°54′S 55°54′O / -28.9, -55.9 \| 6 km \| \| K \| 28°00′S 55°00′O / -28.0, -55.0 \| 5 km \| \| L \| 29°30′S 60°12′O / -29.5, -60.2 \| 8 km \| \| M \| 29°48′S 60°36′O / -29.8, -60.6 \| 5 km \| \| P \| 27°30′S 57°54′O / -27.5, -57.9 \| 8 km \| \| R \| 26°36′S 57°30′O / -26.6, -57.5 \| 3 km \| \| T \| 32°24′S 57°48′O / -32.4, -57.8 \| 28 km \| \| Y \| 30°30′S 55°48′O / -30.5, -55.8 \| 11 km \| |          |
| Vieta | Coordenadas | Diámetro |
| A     | 30°18′S 59°18′O / -30.3, -59.3 | 34 km    |
| B     | 30°30′S 60°12′O / -30.5, -60.2 | 40 km    |
| C     | 28°42′S 58°24′O / -28.7, -58.4 | 12 km    |
| D     | 27°48′S 54°12′O / -27.8, -54.2 | 8 km     |
| E     | 27°00′S 58°06′O / -27.0, -58.1 | 11 km    |
| F     | 26°48′S 57°42′O / -26.8, -57.7 | 6 km     |
| G     | 29°24′S 57°00′O / -29.4, -57.0 | 6 km     |
| H     | 29°06′S 56°12′O / -29.1, -56.2 | 5 km     |
| J     | 28°54′S 55°54′O / -28.9, -55.9 | 6 km     |
| K     | 28°00′S 55°00′O / -28.0, -55.0 | 5 km     |
| L     | 29°30′S 60°12′O / -29.5, -60.2 | 8 km     |
| M     | 29°48′S 60°36′O / -29.8, -60.6 | 5 km     |
| P     | 27°30′S 57°54′O / -27.5, -57.9 | 8 km     |
| R     | 26°36′S 57°30′O / -26.6, -57.5 | 3 km     |
| T     | 32°24′S 57°48′O / -32.4, -57.8 | 28 km    |
| Y     | 30°30′S 55°48′O / -30.5, -55.8 | 11 km    |